# Ignaz-Heim-Denkmal

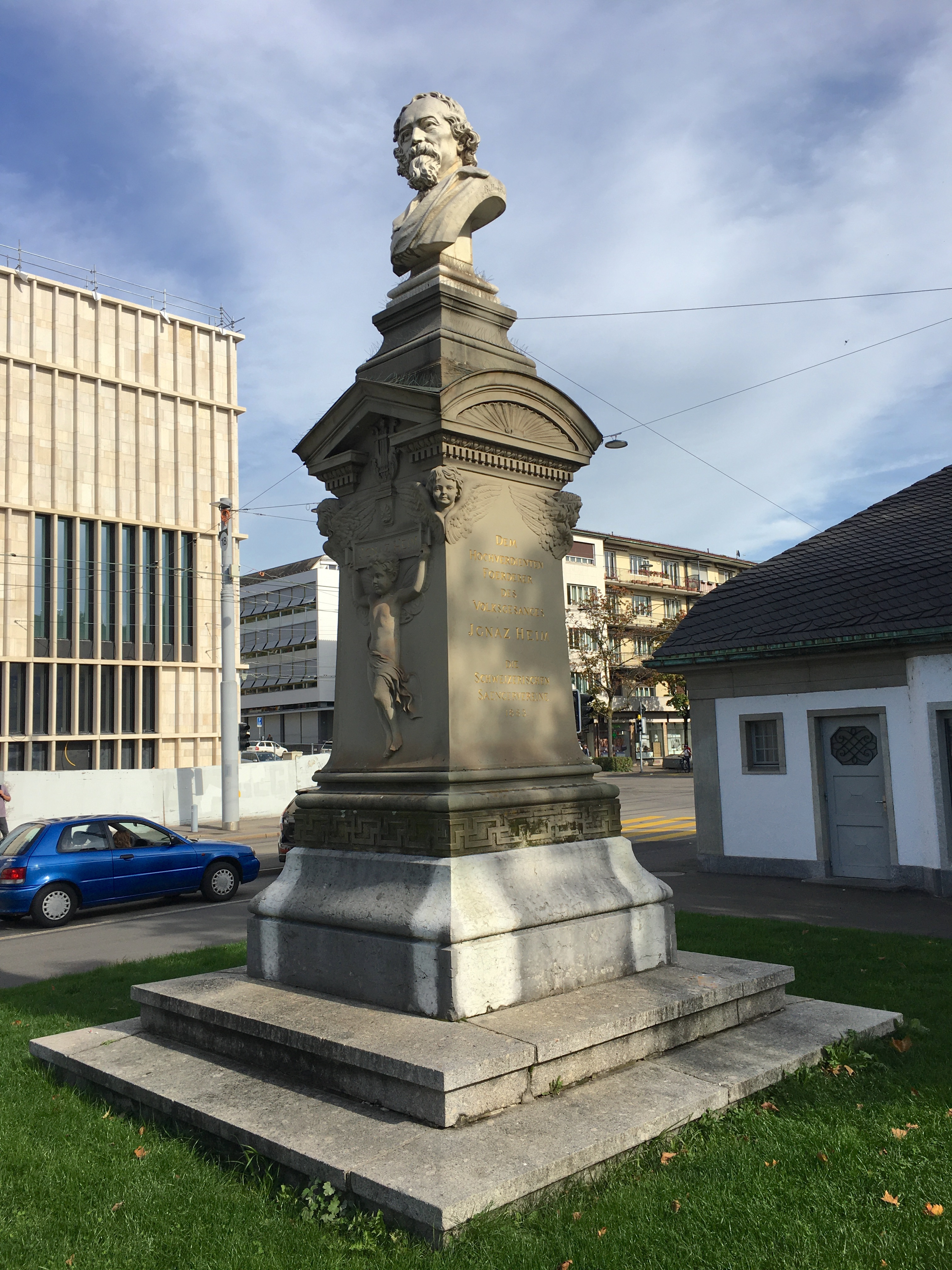
Das Heimdenkmal im Jahr 2019

Das Ignaz-Heim-Denkmal (auch Heimdenkmal, zur Zeit der Erstellung auch Heimmonument) ist ein 1883 eingeweihtes, von Baptist Hörbst geschaffenes Personendenkmal auf dem Heimplatz in Zürich. Es ist dem Gedenken an den Komponisten und «Förderer des Volksgesangs» Ignaz Heim (1818–1880) gewidmet.

## Geschichte
Als Ignaz Heim am 3. Dezember 1880 nach kurzer Krankheit starb und am 6. Dezember zu Grabe getragen wurde, war die Anteilnahme in der Stadt Zürich gross. In einem Nachruf beklagte die Neue Zürcher Zeitung, die Schweiz habe «ihren volksthümlichsten Liederdichter, ihren beliebtesten Chordirigenten» verloren. Eduard Schönenberger widmete ihm ein Sonett, das er an der Beerdigung vortrug und in dessen letztem Terzett er ihm ewigen Nachruhm prophezeite: «Es rauschet ewig um dies Grab / Ein Requiem – der goldnen Lieder Fülle, / Die Vater Heim uns zum Vermächtnis gab.» Am 16. Dezember wurde bekannt, dass der lokale Bildhauer Baptist Hörbst die Arbeit an einer Büste des Verstorbenen aufgenommen hatte, wofür er eine Totenmaske angefertigt hatte. Am 17. Dezember kündigte der Männerchor «Harmonie» an, eine Gedächtnisfeier auszurichten.

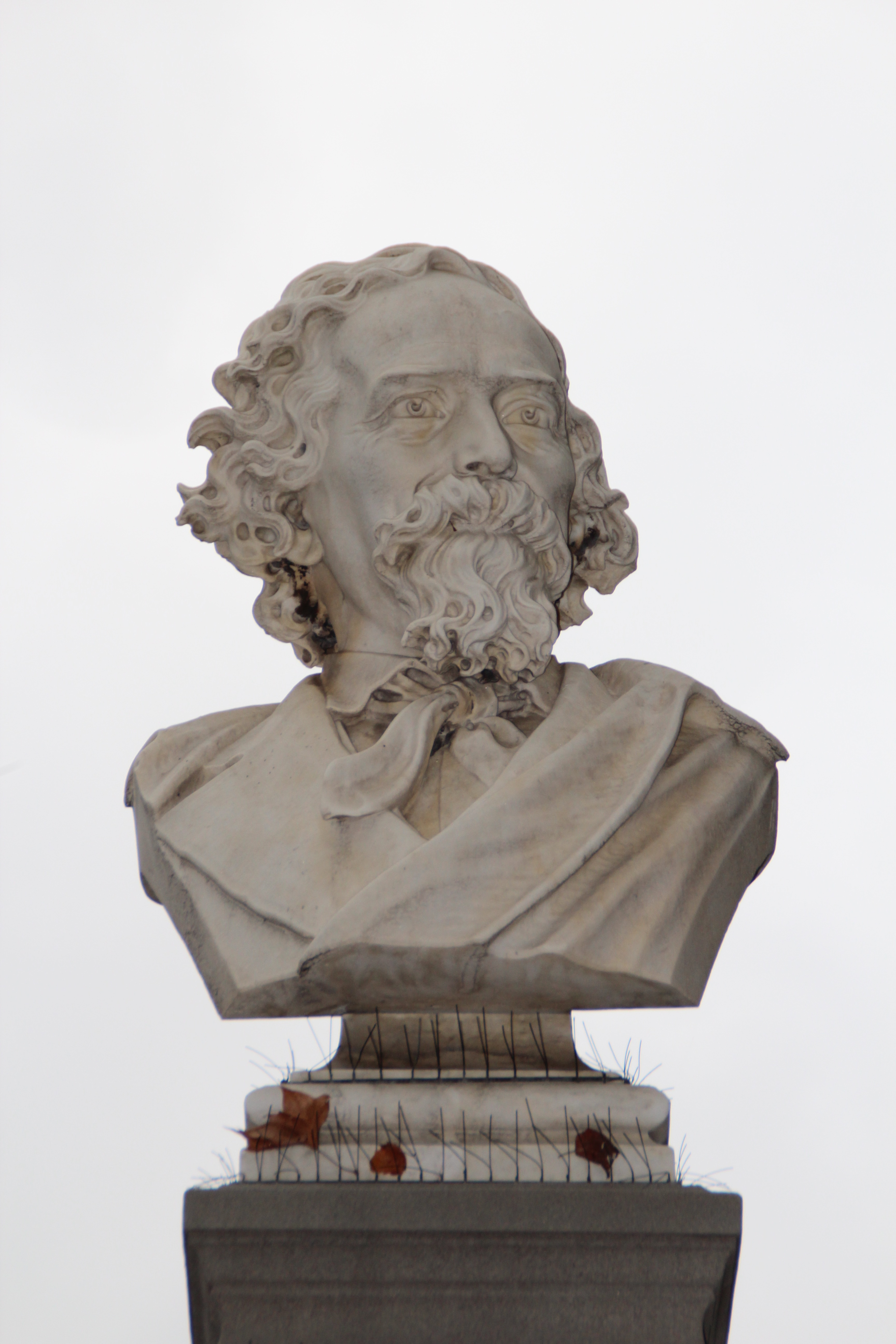
Heim-Büste von Baptist Hörbst, 1881/82

Diese «Heimfeier» fand am Sonntag, den 6. März 1881, um 15 Uhr in der Tonhalle statt. Der Männerchor Zürich und die «Harmonie» sowie zahlreiche weitere Männerchöre, Frauenchöre und gemischte Chöre aus der Region Zürich trugen unter der Leitung von Gustav Weber 16 Lieder Heims vor. Auf der Bühne war Hörbsts vollendete Büste ausgestellt. Leonhard Steiner, der Präsident des Männerchors, hatte Conrad Ferdinand Meyer dazu gewonnen, eine Dichtung in Blankversen zum Anlass beizusteuern, die eine «Fräulein Binder» als personifiziertes Volkslied vortrug («Seid alle mir gegrüsst, ihr Tausende, / Die ihr gekommen seid, ein Totenfest / Zu feiern in der weiten Halle hier / Für euern Liebling – meinen Liebling auch!»). Der Nettoerlös der Veranstaltung von 1100 Franken war gemäss Programm «für den Fond eines Heim-Monumentes bestimmt». Einem Korrespondenten der Neuen Zürcher Zeitung schien die Idee eines öffentlichen Denkmals denn doch übertrieben:

«Wenn unter diesem ‹Monument› nicht ein Grabmal von mehr privater Natur, sondern ein an öffentlicher Stelle zu errichtendes Denkmal verstanden wird, so möchten wir uns doch die Frage erlauben, ob es nicht viel schöner und angemessener wäre, das Andenken des Verstorbenen z. B. durch eine seinen Namen tragende Stiftung […] zu verwenden. Hoffentlich ist das letzte Wort in dieser Sache noch nicht gesprochen.»

Ein Initiativkomitee unter Vorsitz der «Harmonie» beschloss im Juli 1881 einstimmig «die Erstellung eines einfachen[,] aber würdigen Monumentes mit der Büste Heim’s». Es ernannte den Stadtbaumeister Arnold Geiser zu seinem Präsidenten und eine Kommission zur «Prüfung der technischen Seite der Sache, Platzfrage etc.». Die Musikkommission der Zürcher Schulsynode versprach 500 Franken für das Projekt. Um die weiteren Geldmittel zu beschaffen, schrieb man die Schweizer Gesangsvereine an. Im September wandte sich das Komitee mit der Bitte um Spenden auch an die Öffentlichkeit. Die Kosten wurden auf 7000 bis 8000 Franken veranschlagt. Die Sammlung endete im April 1882. Zuletzt standen rund 9000 Franken zur Verfügung.

### Einweihung

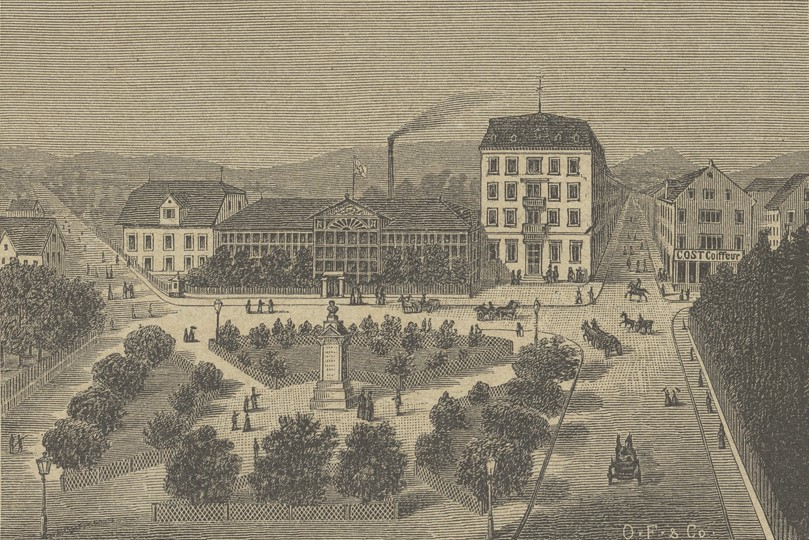
Das Heimdenkmal zur Zeit seiner Einweihung, im Hintergrund die «Konzerthalle Pfauen»

Die Einweihung fand am Sonntag, den 4. November 1883, statt. Verglichen mit den rauschenden Volksfesten, die anlässlich der Enthüllung der Denkmäler für die Zürcher Komponisten Hans Georg Nägeli und Wilhelm Baumgartner (das Nägelidenkmal auf der Hohen Promenade 1848 und das Wilhelm-Baumgartner-Denkmal auf dem Platzspitz 1891) veranstaltet wurden, nahmen sich diese Feierlichkeiten eher bescheiden aus. Immerhin sollen «viele Hunderte von Sängern und eine zahllose Volksmenge» zugegen gewesen sein. Der Stadtpräsident Melchior Römer nahm das Denkmal im Namen der Stadt Zürich dankend in Empfang. Die Neue Zürcher Zeitung berichtete nicht darüber.

### Weitere Entwicklung

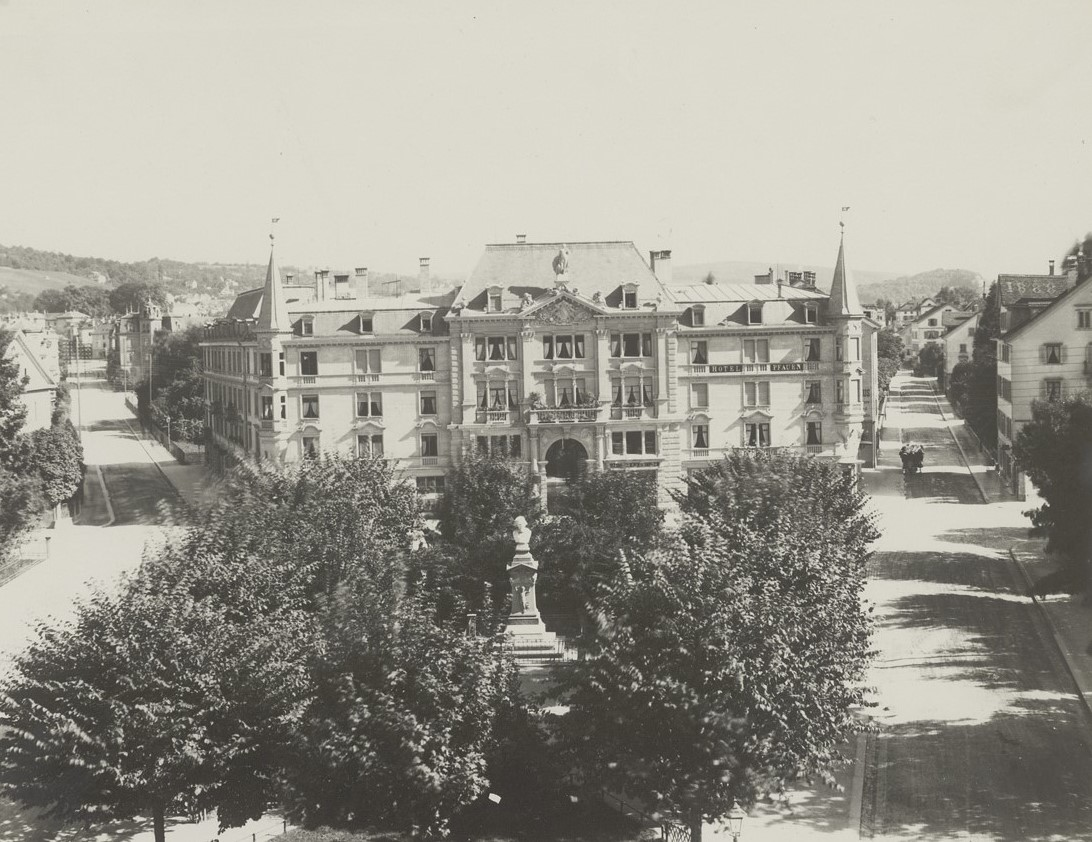
Der Heimplatz um 1910, im Hintergrund das 1892 errichtete Schauspielhaus

Die weitere Geschichte des Denkmals ist stark mit derjenigen des es umgebenden Platzes verknüpft. Weil in seinem Norden die Turnhallen der 1842 neu erbauten Kantonsschule standen, nannte man ihn ursprünglich «Kantonsschulplatz». 1892 wurde er wegen des Denkmals in «Heimplatz» umbenannt. Im 19. Jahrhundert war er ein relativ unbedeutender peripherer Verkehrspunkt. Erst mit der Eröffnung zweier der bedeutendsten kulturellen Institutionen Zürichs, des Schauspielhauses 1901 und des Kunsthauses 1910, erhielt er seine heutige Geltung.
Im 21. Jahrhundert wurden in Anbetracht der mangelnden Bekanntheit Ignaz Heims wiederholt Stimmen laut, den Platz umzubenennen und das Denkmal zu entfernen. Im Tages-Anzeiger war 2015 etwa folgendes zu lesen:

«‹Heimplatz› tönt geriatrisch – wie ein Platz im Altersheim. Selbst im Wissen, dass der Name einen Menschen ehrt, tönt er ältlich: Ignaz Heim […] ist heute vergessen. […] Alle anderen wichtigen Plätze haben angemessene Namen. […] Nur den Heimplatz versteht niemand. Darum hat ihn der Volksmund längst umgetauft in «Pfauen», eingedenk einer einst beliebten Wirtschaft. Auch die VBZ wollen dort ihre täglich 17 000 Fahrgäste nicht rätseln lassen und nennen die Haltestelle «Kunsthaus». […] Ignaz Heim steht aber nicht nur unter dem Schutz der Strassenbenennungskommission, auch die Denkmalpflege hält unerschütterlich an ihm fest. Sein fünf Meter hohes Denkmal mitten auf dem Platz steht unter Schutz – auch wenn nie jemand davor stehen bleibt und die eingemeisselten Zeilen auf sich wirken lässt. […] Am Denkmal aber darf nicht gerüttelt werden, auch wenn es nichts zur Aufenthaltsqualität beiträgt – im Gegensatz etwa zu einem Brunnen, der den Platz im Sommer kühlen und den Strassenlärm plätschernd übertönen würde.»

In der Neuen Zürcher Zeitung stand 2020:

«Heute kennt den Komponisten ausserhalb der Fachkreise kaum mehr jemand, und statt Heimplatz sagen Zürcherinnen und Zürcher immer noch lieber ‹Pfauen›. Das wäre aus unserer Sicht ein guter Grund, und vermutlich auch der einzige, für die Statue von Ignaz Heim ein wärmeres Plätzchen in einem Lager oder einem musikwissenschaftlichen Institut zu suchen. Ein Denkmal durchläuft ja immer verschiedene Phasen: Zunächst ist es ein Instrument der Verehrung, dann immerhin noch der Erinnerung. Und schliesslich muss es eine neue Bedeutung finden, indem man sich wieder mit ihm und dem Dargestellten beschäftigt. Was nicht mehr beachtet wird, kann auch weg.»

## Beschreibung

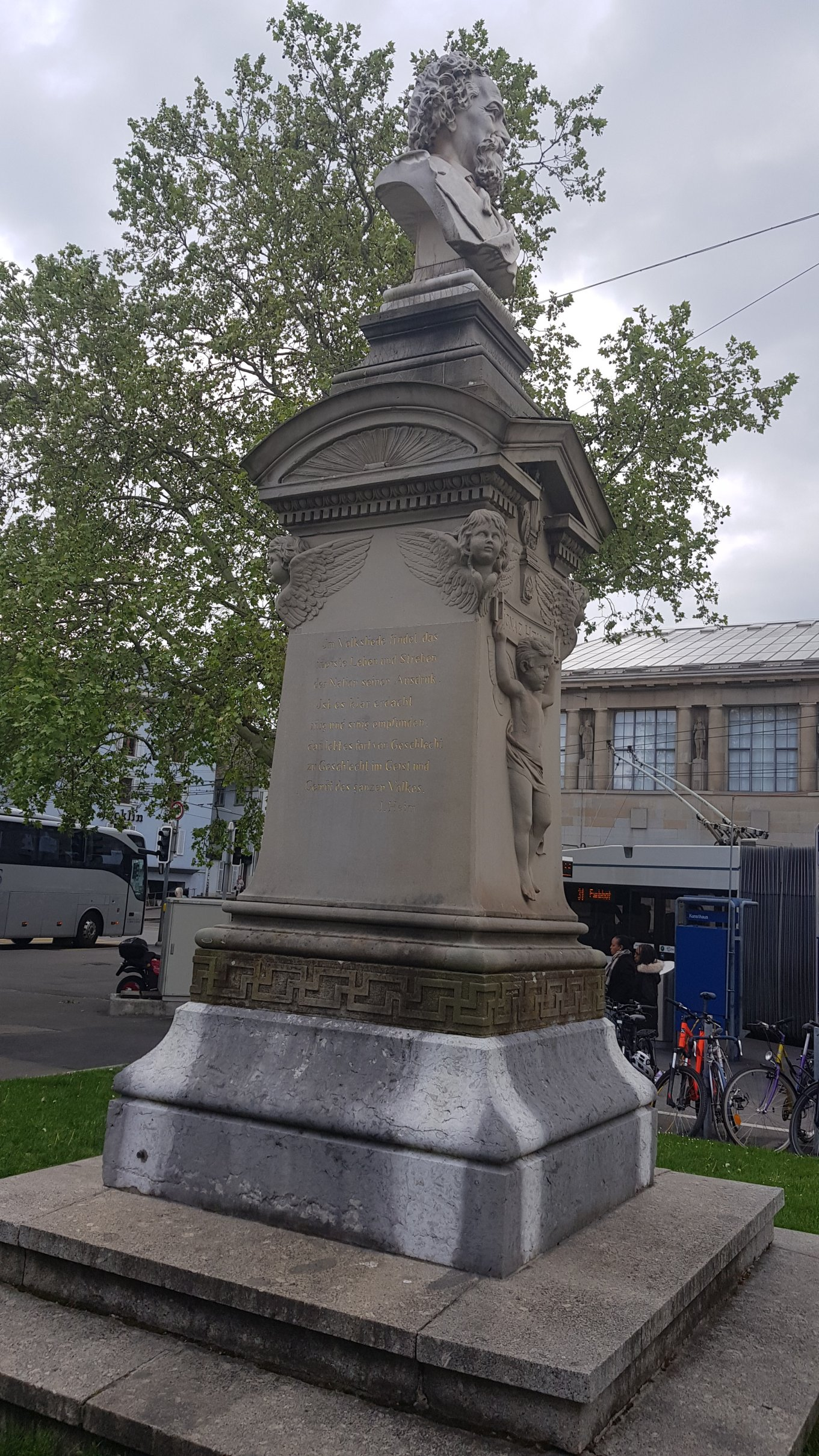
Seitliche Ansicht des Denkmals mit dem Heim-Zitat

Das Denkmal war eine Zeit lang von einer kunstvollen Umzäunung umgeben. Das 5 Meter hohe, sich nach oben verjüngende Postament steht auf einer zweistufigen Krepis und hat einen quadratischen Grundriss von 1,65 auf 1,65 Metern. Es ist an allen vier Ecken mit Engelreliefs, ausserdem mit den Musikemblemen Lyra und Stimmgabel geschmückt.
Auf der Vorderseite des Mittelkörpers trägt ein Genius (laut Georg Kreis «ein engelähnliches Wesen») den Namenszug «Ignaz Heim». Auf der linken Seite steht (wohl in Anlehnung an das Nägelidenkmal) ein Zitat des Geehrten: «Im Volksliede findet das innerste Leben und Streben der Nation seinen Ausdruck. Ist es klar erdacht[,] innig und sinnig empfunden, dann lebt es fort von Geschlecht zu Geschlecht im Geist und Gemüt des Volkes.» Auf der rechten Seite steht die Widmung: «Dem Hochverdienten Foerderer des Volksgesanges Ignaz Heim / die Schweizerischen Sängervereine 1883.»
Die darüber thronende Büste wurde von Baptist Hörbst kurz nach dem Ableben Heims geschaffen. Gemäss Georg Kreis ist die Verwendung einer Totenmaske dafür verantwortlich, «dass der Kopf der Büste um Augen und Stirn tatsächlich eingefallen scheint, was im Widerspruch zum bewegten Haar und zu dem seitlich in die Ferne gerichteten Blick steht».